# Ђорђе Ћурчија
Ђорђе Обрадовић Ћурчија (Ћурта) (Босут, Срем ? — Ново Село 1804) је био један од вођа у Првом српском устанку.

## Биографија
Још као дете прешао је у Београдски пашалук. Једно време је био ћурчија у Крупњу, а затим је постао хајдук и био чувен у Подрињу као харамбаша.
Кад је избио устанак 1804, Обрадовић је пришао устаницима, али је већ у првим данима показао извесну самовољу. У боју на Чокешини (априла 1804) није учествовао због свађе са Јаковом Ненадовићем, једним од најистакнутијих вођа устанка у западној Србији, али се убрзо затим борио заједно са осталим против Турака код Београда и при заузимању Пожаревца.
Ту је поново дошао у сукоб са Ненадовићем, а и са Карађорђем, па је са својим људима отишао у Мачву. Загосподарио је Јадром, Рађевином и скелом према Сремској Митровици и одатле је на своју руку водио борбу с Турцима.
Због своје нарави, његова свађа са Николом Грбовићем и Луком Лазаревићем, као и један продор Турака од Дрине, убрзали су одлуку о његовом уклањању. Ћурчија је у лето 1804. изненада нападнут у Новом Селу, где је и погинуо пружајући отпор људима Јакова Ненадовића.
Писар Ђорђа Ћурчије током 1804. године био је Вук Стефановић Караџић.
Данас једна улица у Београду носи његово име. У питању је улица Ћуртово Брдо која се налази у насељу Миријево.